# Scheloribates brevipodus
Scheloribates brevipodus är en kvalsterart som beskrevs av Lee och Pajak 1990. Scheloribates brevipodus ingår i släktet Scheloribates och familjen Scheloribatidae. Inga underarter finns listade i Catalogue of Life.